# Olimpíada de xadrez de 2000
A Olimpíada de xadrez de 2000 foi a 34.ª edição da Olimpíada de Xadrez organizada pela FIDE, realizada em Istambul entre os dias 28 de outubro e 12 de novembro. A Rússia (Alexander Khalifman, Alexander Morozevich, Peter Svidler, Sergei Rublevsky, Konstantin Sakaev, Alexander Grischuk) conquistou novamente a medalha de ouro, seguidos da Alemanha (Artur Yusupov, Robert Hubner, Rustem Dautov, Christopher Lutz, Klaus Bischoff e Thomas Luther) e Ucrânia (Vassily Ivanchuk, Ruslan Ponomariov, Volodymyr Baklan, Vyacheslav Eingorn, Oleh Romanyshyn e Vadym Malakhatko).No feminino, a China (Xie Jun, Zhu Chen, Xu Yuhua e Wang Lei) conquistou a medalha de ouro seguidas da Geórgia (Maia Chiburdanidze, Nana Ioseliani, Nino Khurtsidze e Nino Gurieli) e Rússia (Alisa Galliamova, Ekaterina Kovalevskaya, Svetlana Matveeva e Tatiana Stepovaya-Dianchenko).

## Quadro de medalhas

### Masculino
| Tabuleiro   | Ouro                     | Prata                       | Bronze                   |
| 1.º         | INA Utut Adianto         | ZAM Amon Simutowe           | UZB Rustam Kasimdzhanov  |
| 2.º         | UKR Ruslan Ponomariov    | CAN Kevin Spraggett         | RUS Alexander Morozevich |
| 3.º         | MKD Dragoljub Jacimović  | BOL Osvaldo Zambrana        | GER Rustem Dautov        |
| 4.º         | ARM Ashot Anastasian     | LIE Marcel Mannhart         | POL Bartosz Soćko        |
| 1.º res     | UAE Taleb Moussa         | YEM Hamid Mansour Ali Kadhi | MGL Zulzaga Byambaa      |
| 2.º res     | UZB Alexei Barsov        | ETH Darwit Wondimu          | RUS Alexander Grischuk   |
| Performance | RUS Alexander Morozevich | BUL Veselin Topalov         | GER Rustem Dautov        |

### Feminino
| Tabuleiro   | Ouro                  | Prata                        | Bronze                    |
| 1.º         | LTU Viktorija Čmilytė | IND Subbaraman Vijayalakshmi | CHN Xie Jun               |
| 2.º         | CHN Zhu Chen          | IRQ Eman Hassane Al-Rufei    | GEO Nana Ioseliani        |
| 3.º         | GEO Nino Khurtsidze   | MAC Winnie Lee Wing Yan      | ECU Rocio Vásquez Ramírez |
| res         | MAR Ghaby El-Zahira   | AUS Laura Moylan             | AZE Zeinab Mamedyarova    |
| Performance | CHN Zhu Chen          | RUS Alisa Galliamova         | GEO Nino Khurtsidze       |